# Eriogonum tripodum
Eriogonum tripodum är en slideväxtart som beskrevs av Edward Lee Greene. Eriogonum tripodum ingår i släktet Eriogonum och familjen slideväxter. Inga underarter finns listade i Catalogue of Life.